# Mary de Saint Jean
Mary de Saint Jean (1815-1853) était la fille de la signare Anna Colas Pépin et de François de Saint Jean, maire de Gorée, petit-fils du gouverneur Blaise Estoupan de Saint Jean (1719-après 1779) et de  Marie-Thérèse Rossignol (1724-après 1778), elle-même fille de James Rossignol (?-1818), capitaine du brick américain Pallas et de la signare Madeleine Françoise (?-après 1818).
Mary de Saint Jean faisait partie de la minorité métisse matriarcale dite « signare » à l'origine des constructions privées de l'île de Gorée et d'une partie de l'île de Saint-Louis. 
Elle est visible sur le tableau du peintre de la Marine français, Édouard Auguste Nousveaux (1811-1867), Le Prince de Joinville en visite à Gorée assiste à une danse indigène, huile sur toile de 1843, actuellement propriété du château de Versailles. 
L'on peut la voir dans cette œuvre en compagnie du prince de Joinville, fils du roi de France, Louis-Philippe Ier. Mary de Saint Jean se trouve à droite de sa mère dans cette composition, juste devant son époux, le député Barthélémy Durand Valantin, lui-même descendant de signares. 
Mary de Saint Jean a été aussi peinte par Édouard Auguste Nousveaux dans une autre huile toile disparue, semble-t-il, Signare et négresse en toilette dont seule une impression en noir et blanc est visible de nos jours.
Elle vécut à Paris de 1848 à 1849, pendant les deux mandats de son époux, elle y fréquente le monde artistique, et en particulier le peintre de la Marine Édouard Nousveaux, et c'est probablement dans l'atelier parisien du peintre au 31, rue du Faubourg du Roule que la touche finale est mise à l'huile sur toile Signare et négresse en toilette.

## Peintres de Mary de Saint Jean
- Édouard Auguste Nousveaux, peintre de la Marine
- Stanislas Darondeau, peintre de la Marine

## Iconographie de Mary de Saint Jean en France
- Reunion des musées nationaux de France (photothèque) pour le peintre Nousveaux Edouard Auguste
- Chateau de Versailles, pour voir le tableau du peintre Nousveaux Edouard Auguste faire une demande uniquement par courrier au Conservateur,
- Bibliothèque Nationale de France - Site Richelieu, pour le peintre D'Hastrel de Rivedoux